# Campionati del mondo di atletica leggera 1991 - Marcia 50 km
La specialità della marcia 20 km dei campionati del mondo di atletica leggera 1991 si è svolta il 31 agosto con partenza ed arrivo sulla pista dello Stadio Olimpico di Tokyo, Giappone.
La 50 km di marcia ha visto ai nastri di partenza 38 atleti, dei quali solo 24 giunti al traguardo.

## Podio
| Pos.    | Atleta             | Nazionalità      | Tempo    |
| ------- | ------------------ | ---------------- | -------- |
| Oro     | Aleksandr Potashov | Unione Sovietica | 3h53'09" |
| Argento | Andrey Perlov      | Unione Sovietica | 3h53'09" |
| Bronzo  | Hartwig Gauder     | Germania Ovest   | 3h55'14" |

## Situazione pre-gara

### Record
Prima di questa competizione il record del mondo (RM) e il record dei campionati (RC) erano i seguenti:
| Record                | Prestazione | Atleta                         | Data                                       | Competizione |
| --------------------- | ----------- | ------------------------------ | ------------------------------------------ | ------------ |
| Record dei campionati | 3h40'53"    | Hartwig Gauder Germania Est    | 5 settembre 1987 Roma, Italia              | Roma 1987    |
| Record mondiale       | 3h37'41"    | Andrej Perlov Unione Sovietica | 5 agosto 1989 Leningrado, Unione Sovietica |              |

### Campioni in carica
I campioni in carica a livello mondiale e olimpico sono:
| Campione | Atleta                              | Prestazione | Data                                  | Competizione         |
| -------- | ----------------------------------- | ----------- | ------------------------------------- | -------------------- |
| Olimpico | Vjačeslav Ivanenko Unione Sovietica | 3h38'29"    | 23 settembre 1988 Seul, Corea del Sud | Giochi olimpici 1988 |
| Mondiale | Hartwig Gauder Germania Est         | 3h40'53"    | 5 settembre 1987 Roma, Italia         | Roma 1987            |

### La stagione
Prima di questa gara, gli atleti con le migliori tre prestazioni dell'anno erano:
| Pos. | Atleta                            | Prestazione | Data                                  |
| ---- | --------------------------------- | ----------- | ------------------------------------- |
| 1    | Carlos Mercenario Messico         | 3h42"03     | 2 giugno 1991 San Jose, Stati Uniti   |
| 2    | Vitaliy Popovich Unione Sovietica | 3h44'01"    | 10 luglio 1991 Kiev, Unione Sovietica |
| 3    | Ronald Weigel Germania            | 3h45'57"    | 21 aprile 1991 Naumburg, Germania     |

## Risultati
| Posizione | Atleta                | Nazionalità      | Tempo    | Note |
| --------- | --------------------- | ---------------- | -------- | ---- |
| Oro       | Aleksandr Potashov    | Unione Sovietica | 3h53'09" |      |
| Argento   | Andrey Perlov         | Unione Sovietica | 3h53'09" |      |
| Bronzo    | Hartwig Gauder        | Germania         | 3h55'14" |      |
| 4         | Vitaliy Popovich      | Unione Sovietica | 4h00'10" |      |
| 5         | Valentin Kononen      | Finlandia        | 4h02'34" |      |
| 6         | Giuseppe De Gaetano   | Italia           | 4h03'43" |      |
| 7         | Fumio Imamura         | Giappone         | 4h06'07" |      |
| 8         | René Piller           | Francia          | 4h06'30" |      |
| 9         | Godfried Dejonckheere | Belgio           | 4h07'44" |      |
| 10        | Les Morton            | Regno Unito      | 4h09'18" |      |
| 11        | Martín Bermudez       | Messico          | 4h11'56" |      |
| 12        | José Marín            | Spagna           | 4h13'19" |      |
| 13        | Tadahiro Kosaka       | Giappone         | 4h13'32" |      |
| 14        | Gyula Dudás           | Ungheria         | 4h14'23" |      |
| 15        | Tim Berrett           | Canada           | 4h14'35" |      |
| 16        | Pavol Szikora         | Cecoslovacchia   | 4h14'59" |      |
| 17        | Jordi Llopart         | Spagna           | 4h16'36" |      |
| 18        | Hubert Sonnek         | Cecoslovacchia   | 4h26'24" |      |
| 19        | Torsten Trampeli      | Germania         | 4h27'23" |      |
| 20        | Jaroslav Makovec      | Cecoslovacchia   | 4h29'45" |      |
| 21        | Germán Sánchez        | Messico          | 4h34'41" |      |
| 22        | Paul Blagg            | Regno Unito      | 4h35'22" |      |
| 23        | Takehiro Sonohara     | Giappone         | 4h38'09" |      |
| 24        | Chris Maddocks        | Regno Unito      | 4h39'15" |      |
| —         | Simon Baker           | Australia        | dnf      |      |
| —         | Sandro Bellucci       | Italia           | dnf      |      |
| —         | Martial Fesselier     | Francia          | dnf      |      |
| —         | Robert Korzeniowski   | Polonia          | dnf      |      |
| —         | Basilio Labrador      | Spagna           | dnf      |      |
| —         | Veijo Savikko         | Finlandia        | dnf      |      |
| —         | Ronald Weigel         | Germania         | dnf      |      |
| —         | Bo Gustafsson         | Svezia           | dnf      |      |
| —         | Giovanni Perricelli   | Italia           | dnf      |      |
| —         | Héctor Moreno         | Colombia         | dnf      |      |
| —         | Carl Schueler         | Stati Uniti      | dnf      |      |
| —         | Antonio Kohler        | Brasile          | dnf      |      |
| —         | Enrique Vera          | Svezia           | dq       |      |
| —         | Rodrigo Serrano       | Messico          | dq       |      |